# Gare de Higashi-Muroran
La gare de Higashi-Muroran (東室蘭駅,, Higashi-Muroran-eki) est une gare ferroviaire de la ligne principale Muroran. Elle est située dans la ville de Muroran, préfecture d'Hokkaidō au Japon. Elle est exploitée par la compagnie JR Hokkaido.

## Situation ferroviaire
La gare est située au point kilométrique (PK) 77,2 de la ligne principale Muroran. Elle marque le début de la branche vers la gare de Muroran.

## Historique
La gare est inaugurée le 1er août 1892.

## Service des voyageurs

### Accueil
La gare dispose d'un bâtiment voyageurs, avec guichets, ouvert tous les jours.

### Desserte
Par les trains de la ligne principale Muroran : 
- voies 2 et 3 : direction Muroran
- voies 3 et 5 : direction Tomakomai et Sapporo
- voie 4 : direction Oshamambe et Hakodate